# 柳屋文彦
柳屋 文彦（やなぎや ふみひこ）は、日本の録音技師である。日本映画学校（現・日本映画大学）第一期卒業。

## 主な作品

### テレビ作品
- 「長い導火線」（NTV・1992年）
- 「六月のさくら」（HTB・2004年）
- 「うみのほたる」（HTB・2005年）
- 「連鎖怪談 a chain of curses」（KBS・2005年）
- 「大麦畑でつかめて」（HTB・2006年）
- 「そらぷち」（HTB・2007年）
- 「歓喜の歌」（HTB・2008年）
- 「味いちもんめ スペシャル」 (テレ朝・2011年)
- 「ダブルフェイス」  (TBS・2012年)
- 「味いちもんめ スペシャル2」(テレ朝・2013年)
- 「MOZU」  (TBS・2014年)
- 「ルームロンダリング」（TBS・2018年）

### 映画作品
- 「アンドロメディア andromedia」（録音助手・1998年）
- 「快楽エステ 淫らな指」（録音・2000年）
- 「ひっとべ」（録音助手・2001年）
- 「カタクリ家の幸福」（録音助手・2002年）
- 「記憶の音楽 Gb」（録音・2002年）
- 「青の炎」（録音助手・2003年）
- 「Summer Nude」（録音助手・2003年）
- 「LIMIT OF LOVE 海猿」（録音・2006年）
- 「46億年の恋」（録音・2006年）
- 「銀色のシーズン」（録音・2007年）
- 「おっぱいバレー」（録音・2008年）
- 「ヤッターマン」（録音・2008年）
- 「THE LAST MESSAGE 海猿」（録音・2010年）
- 「ツレがうつになりまして。」 （録音・2011年）
- 「ワイルド7」 （録音・2011年)
- 「BRAVE HEARTS 海猿」  (録音・2012年)
- 「バイロケーション」  (録音・2013年)
- 「暗殺教室」  (録音・2015年)
- 「劇場版 MOZU」  (録音・2015年)
- 「暗殺教室〜卒業編〜」 (録音・2016年)
- 「響 -HIBIKI-」 (録音・2018年)
- 「ルームロンダリング」（録音・2018年）
- 「惡の華」（録音・2019年）